# Nij (Azerbaigian)
Nij è un comune dell'Azerbaigian situato nel distretto di Qəbələ. Conta una popolazione di 5 744 abitanti.